# Мистър Бийн: Анимационният сериал
„Мистър Бийн: Анимационният сериал“ (на английски: Mr. Bean: The Animated Series) е британски анимационен сериал, продуциран от Tiger Aspect Productions във връзка с Richard Purdum Productions и Varga Holdings (за първите три сезона). Базиран на едноименния телевизионен сериал, създаден от Роуън Аткинсън и Ричард Къртис. Сериалът е официален обявен през февруари 2001 г. В сериала Роуън Аткинсън озвучава едноименния герой.
Сериалът дебютира на 5 януари 2002 г. и официално приключва на 2 юни 2004 г. с първите три сезона, включващ 52 епизода.
През януари 2014 г. прераждането на сериала е обявен, докато Роуън Аткинсън се завръща като гласа на мистър Бийн, заедно със другия състав, които също повтарят ролите си. Прероденият сериал включва два нови сезона и 78 епизода, който е излъчен премиерно на 16 февруари 2015 г. и приключва на 8 октомври 2019 г. по CITV.

## В България
В България сериалът първоначално е излъчен по Канал 1 с български дублаж и в него участва Веселин Ранков и Христо Бонин.
През 2022 г. се излъчва и по локалната версия на „Бумеранг“.

### Нахсинхронен дублаж
| Роля          | Изпълнител                       |
| ------------- | -------------------------------- |
| Мистър Бийн   | Георги Стоянов                   |
| Ирма          | Даниела Горанова                 |
| Госпожа Уикет | Елисавета Господинова            |
| Други гласове | Живко Джуранов Константин Лунгов |

| Обработка           | студио „Про Филмс“  |
| ------------------- | ------------------- |
| Режисьор на дублажа | Анна Тодорова       |
| Преводач            | Димана Воденичарска |